# The Dead Daisies
The Dead Daisies sind eine 2012 in Sydney gegründete australisch-US-amerikanische Hard-Rock-Band. Nach zahlreichen Besetzungswechseln besteht die Gruppe mittlerweile fast ausschließlich aus bekannten amerikanischen Musikern des Genres, einzig verbliebenes Gründungsmitglied ist der Gitarrist David Lowy.

## Geschichte
The Dead Daisies wurden 2012 von Jon Stevens und David Lowy gegründet. Der Sänger und der Gitarrist kamen zusammen, nachdem der ehemalige Manager der Gruppe INXS, David Edwards, sie miteinander bekannt gemacht hatte. Das selbstbetitelte Debütalbum wurde 2012 in den Wishbone Studios in Los Angeles unter der Leitung des amerikanischen Produzenten und Toningenieurs John Fields aufgenommen. Es erschien am 9. August 2013 in den USA und im November 2013 in Europa. Als erste Single wurde das mit Slash geschriebene und aufgenommene Lied Lock N' Load ausgekoppelt.
Die Gruppe erhielt 2013 die Möglichkeit, als Vorgruppe für Bands wie ZZ Top in den Vereinigten Staaten und Aerosmith in Australien und Neuseeland auf Tour zu gehen. Diese Konzerte wurden mit der ersten vollständigen Besetzung der Gruppe, bestehend aus Lowy, Stevens, Schlagzeuger Frank Ferrer, Gitarrist Richard Fortus, Bassist Marco Mendoza (Whitesnake/Thin Lizzy) und Keyboarder Dizzy Reed (Guns N' Roses) absolviert. Im Herbst 2013 spielte die Band erstmals in Großbritannien sowie in Israel. Zu diesem Zeitpunkt waren Frank Ferrer und Marco Mendoza durch Charley Drayton und Darryl Jones ersetzt worden.
Im Februar 2014 kehrte Mendoza zur Gruppe zurück, außerdem übernahm John Tempesta (The Cult) das Schlagzeug. In dieser Formation begab sich die Band als Headliner auf eine Tournee durch Australien. Weitere Tourneen, unter anderem im Vorprogramm von Bad Company, Lynyrd Skynyrd, Jimmy Barnes, Kiss und Def Leppard folgten, bevor die Band im Februar 2015 die erste westliche Rockgruppe war, die seit der Lockerung der Handelsbeziehungen der USA zu Kuba in dem Karibikstaat auftrat. Während dieser Tournee trat John Corabi als Sänger mit der Band auf, weil Stevens verhindert war. Als Schlagzeuger stieß Brian Tichy zur Gruppe. Mit Corabi wurden im Februar 2015 auch die Aufnahmen zum zweiten Studioalbum Revolución begonnen, die mit Produzent Ben Grosse (Marilyn Manson, Sevendust) auf Kuba stattfanden. Sie wurden anschließend zusammen mit Craig Porteils in Australien fertiggestellt, und das Album erschien am 12. Juni 2015. In Deutschland trat die Band 2015 als Vorgruppe von KISS auf.
Am 16. April 2015 gab die Band bekannt, dass Corabi dauerhaft als Sänger bei der Gruppe bleiben werde und Stevens nicht länger Mitglied der Band sei. Am 28. Januar 2016 wurde bekannt gemacht, dass Richard Fortus und Dizzy Reed die Band verlassen hatten. Beide gehörten der Gruppe seit 2013 an. Sie wurden durch Doug Aldrich ersetzt, der sich sofort an den Aufnahmen für das dritte Album der Gruppe beteiligte, die mit dem Produzenten Marti Frederiksen (u. a. Aerosmith, Gavin Rossdale, Buckcherry) in Nashville stattfanden. Das Album erhielt den Namen Make Some Noise und erschien am 5. August 2016. Unmittelbar nach den Aufnahmen traten The Dead Daisies vom 7. bis zum 10. April täglich auf der Musikmesse Frankfurt auf. Kurz vor Veröffentlichung des Albums ging die Band in Deutschland mit The New Roses auf Tournee, außerdem trat sie beim Hessentag in Herborn, beim Wacken Open Air und dem Bang-Your-Head-Festival auf.
Im August 2019 verließen John Corabi und Marco Mendoza die Band, um sich Soloprojekten zu widmen. Neuer Sänger und Bassist ist Glenn Hughes (Black Country Communion, ex-Deep Purple). 2021 verließ Deen Castronovo die Band und wurde durch Ex-Black-Sabbath-Schlagzeuger Tommy Clufetos ersetzt. Am 24. Januar 2022 gaben The Dead Daisies bekannt, dass der Drummer Brian Tichy zur Band zurückgekehrt sei. Radiance, das siebte Studioalbum der Band, erschien am 30. September 2022. Bereits im Juni 2022 wurde das Titellied als erste Single veröffentlicht, im Juli erschien Shine On als zweite Auskoppelung, im August folgte Hypnotice Yourself, und am 9. September wurde Face Your Fear veröffentlicht.

## Diskografie

### Studioalben
| Jahr | Titel Musiklabel                  | Höchstplatzierung, Gesamtwochen, AuszeichnungChartplatzierungen (Jahr, Titel, Musiklabel, Platzierungen, Wochen, Auszeichnungen, Anmerkungen) | Höchstplatzierung, Gesamtwochen, AuszeichnungChartplatzierungen (Jahr, Titel, Musiklabel, Platzierungen, Wochen, Auszeichnungen, Anmerkungen) | Höchstplatzierung, Gesamtwochen, AuszeichnungChartplatzierungen (Jahr, Titel, Musiklabel, Platzierungen, Wochen, Auszeichnungen, Anmerkungen) | Höchstplatzierung, Gesamtwochen, AuszeichnungChartplatzierungen (Jahr, Titel, Musiklabel, Platzierungen, Wochen, Auszeichnungen, Anmerkungen) | Höchstplatzierung, Gesamtwochen, AuszeichnungChartplatzierungen (Jahr, Titel, Musiklabel, Platzierungen, Wochen, Auszeichnungen, Anmerkungen) | Anmerkungen                              |
| Jahr | Titel Musiklabel                  | DE | AT | CH | UK | AU | Anmerkungen                              |
| ---- | --------------------------------- | --- | --- | --- | --- | --- | ---------------------------------------- |
| 2014 | The Dead Daisies Spitfire         | — | — | — | — | AU42 (1 Wo.)AU | Erstveröffentlichung: 9. August 2013     |
| 2015 | Revolución Spitfire               | — | — | — | — | — | Erstveröffentlichung: 31. August 2015    |
| 2016 | Make Some Noise Spitfire, SPV     | DE22 (3 Wo.)DE | AT34 (1 Wo.)AT | CH10 (2 Wo.)CH | UK35 (1 Wo.)UK | — | Erstveröffentlichung: 5. August 2016     |
| 2018 | Burn It Down Spitfire, SPV        | DE10 (2 Wo.)DE | AT15 (1 Wo.)AT | CH15 (3 Wo.)CH | UK28 (1 Wo.)UK | — | Erstveröffentlichung: 6. April 2018      |
| 2021 | Holy Ground Spitfire, SPV         | DE6 (4 Wo.)DE | AT8 (2 Wo.)AT | CH3 (4 Wo.)CH | UK81 (1 Wo.)UK | — | Erstveröffentlichung: 22. Januar 2021    |
| 2022 | Radiance Spitfire, SPV            | DE28 (1 Wo.)DE | AT51 (1 Wo.)AT | CH12 (1 Wo.)CH | — | — | Erstveröffentlichung: 30. September 2022 |
| 2024 | Light ’em Up Spitfire, SPV        | DE26 (1 Wo.)DE | AT18 (1 Wo.)AT | CH13 (1 Wo.)CH | — | — | Erstveröffentlichung: 5. September 2024  |
| 2025 | Lookin' for Trouble Spitfire, SPV | — | — | CH22 (1 Wo.)CH | — | — | Erstveröffentlichung: 30. Mai 2025       |

### Livealben
| Jahr | Titel Musiklabel            | Höchstplatzierung, Gesamtwochen, AuszeichnungChartplatzierungen (Jahr, Titel, Musiklabel, Platzierungen, Wochen, Auszeichnungen, Anmerkungen) | Höchstplatzierung, Gesamtwochen, AuszeichnungChartplatzierungen (Jahr, Titel, Musiklabel, Platzierungen, Wochen, Auszeichnungen, Anmerkungen) | Höchstplatzierung, Gesamtwochen, AuszeichnungChartplatzierungen (Jahr, Titel, Musiklabel, Platzierungen, Wochen, Auszeichnungen, Anmerkungen) | Höchstplatzierung, Gesamtwochen, AuszeichnungChartplatzierungen (Jahr, Titel, Musiklabel, Platzierungen, Wochen, Auszeichnungen, Anmerkungen) | Höchstplatzierung, Gesamtwochen, AuszeichnungChartplatzierungen (Jahr, Titel, Musiklabel, Platzierungen, Wochen, Auszeichnungen, Anmerkungen) | Anmerkungen                        |
| Jahr | Titel Musiklabel            | DE | AT | CH | UK | AU | Anmerkungen                        |
| ---- | --------------------------- | --- | --- | --- | --- | --- | ---------------------------------- |
| 2017 | Live & Louder Spitfire, SPV | DE33 (1 Wo.)DE | AT62 (1 Wo.)AT | CH29 (1 Wo.)CH | — | — | Erstveröffentlichung: 19. Mai 2017 |

### Coveralben
| Jahr | Titel Musiklabel                                   | Höchstplatzierung, Gesamtwochen, AuszeichnungChartplatzierungen (Jahr, Titel, Musiklabel, Platzierungen, Wochen, Auszeichnungen, Anmerkungen) | Höchstplatzierung, Gesamtwochen, AuszeichnungChartplatzierungen (Jahr, Titel, Musiklabel, Platzierungen, Wochen, Auszeichnungen, Anmerkungen) | Höchstplatzierung, Gesamtwochen, AuszeichnungChartplatzierungen (Jahr, Titel, Musiklabel, Platzierungen, Wochen, Auszeichnungen, Anmerkungen) | Höchstplatzierung, Gesamtwochen, AuszeichnungChartplatzierungen (Jahr, Titel, Musiklabel, Platzierungen, Wochen, Auszeichnungen, Anmerkungen) | Höchstplatzierung, Gesamtwochen, AuszeichnungChartplatzierungen (Jahr, Titel, Musiklabel, Platzierungen, Wochen, Auszeichnungen, Anmerkungen) | Anmerkungen                           |
| Jahr | Titel Musiklabel                                   | DE | AT | CH | UK | AU | Anmerkungen                           |
| ---- | -------------------------------------------------- | --- | --- | --- | --- | --- | ------------------------------------- |
| 2019 | Locked and Loaded – The Covers Album Spitfire, SPV | DE72 (1 Wo.)DE | — | CH81 (1 Wo.)CH | — | — | Erstveröffentlichung: 23. August 2019 |

### Kompilationen
| Jahr | Titel Musiklabel      | Höchstplatzierung, Gesamtwochen, AuszeichnungChartplatzierungen (Jahr, Titel, Musiklabel, Platzierungen, Wochen, Auszeichnungen, Anmerkungen) | Höchstplatzierung, Gesamtwochen, AuszeichnungChartplatzierungen (Jahr, Titel, Musiklabel, Platzierungen, Wochen, Auszeichnungen, Anmerkungen) | Höchstplatzierung, Gesamtwochen, AuszeichnungChartplatzierungen (Jahr, Titel, Musiklabel, Platzierungen, Wochen, Auszeichnungen, Anmerkungen) | Höchstplatzierung, Gesamtwochen, AuszeichnungChartplatzierungen (Jahr, Titel, Musiklabel, Platzierungen, Wochen, Auszeichnungen, Anmerkungen) | Höchstplatzierung, Gesamtwochen, AuszeichnungChartplatzierungen (Jahr, Titel, Musiklabel, Platzierungen, Wochen, Auszeichnungen, Anmerkungen) | Anmerkungen                           |
| Jahr | Titel Musiklabel      | DE | AT | CH | UK | AU | Anmerkungen                           |
| ---- | --------------------- | --- | --- | --- | --- | --- | ------------------------------------- |
| 2023 | Best Of Spitfire, SPV | DE87 (1 Wo.)DE | — | CH66 (1 Wo.)CH | — | — | Erstveröffentlichung: 18. August 2023 |

### EPs
- 2013: Man Overboard
- 2014: Face I Love

### Singles
- 2013: Lock ’n’ Load
- 2013: Washington
- 2014: It’s Gonna Take Time
- 2014: Face I Love
- 2014: Angel in Your Eyes
- 2015: Midnight Moses
- 2015: Mexico